# Угорь в зелёном соусе

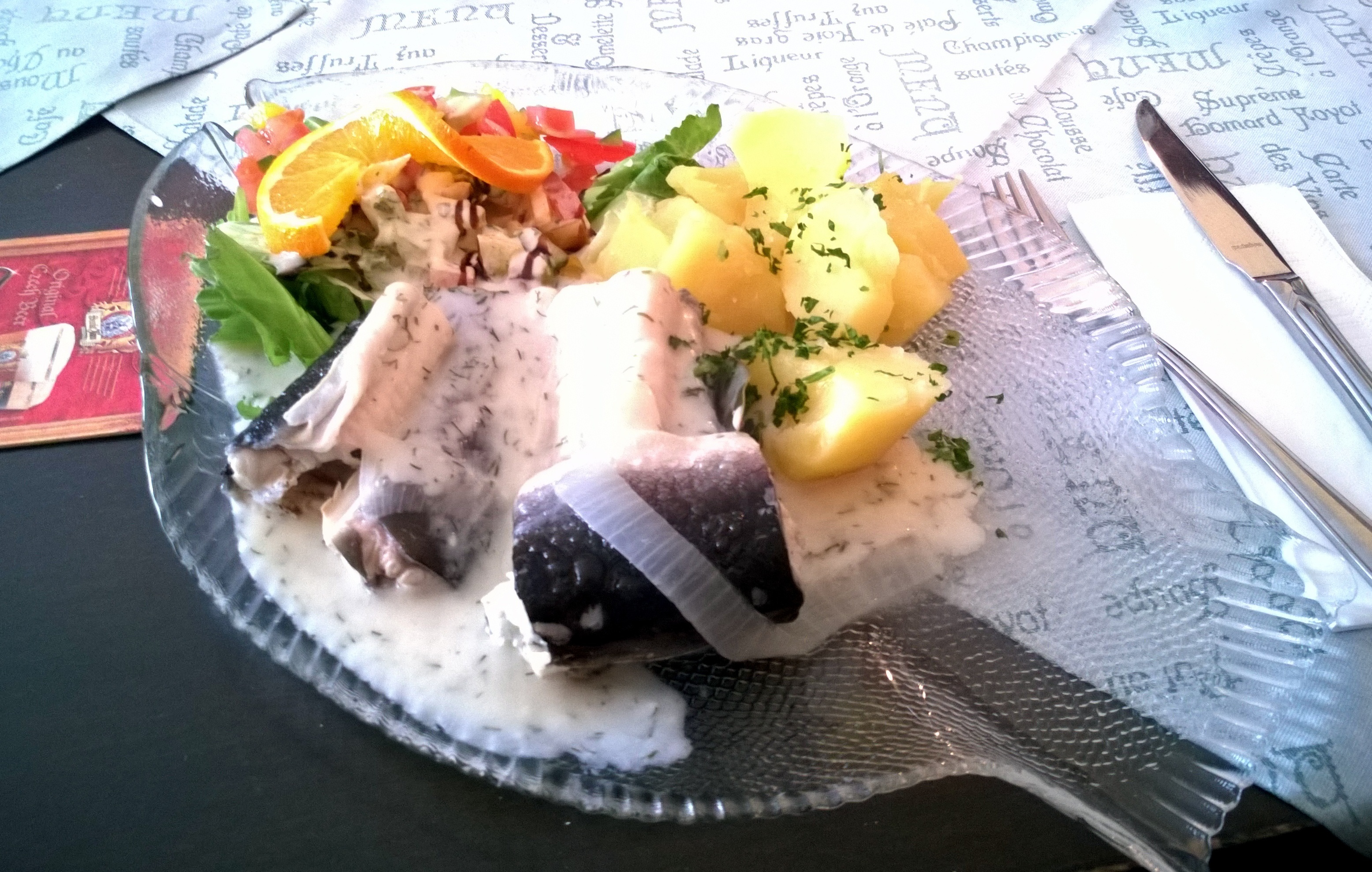
Угорь в зелёном соусе

Угорь в зелёном соусе («ааль грюн», нем. Aal grün — букв. «зелёный угорь») — блюдо немецкой кухни из отварного речного угря под шпревальдским соусом. Традиционное блюдо берлинской кухни, также распространено в Северной Германии, в частности, в Гамбурге. В зелёном шпревальдском соусе в этих регионах также готовят щуку и судака.
Выпотрошенного, очищенного от кожи и порезанного на куски угря отваривают в бульоне на бульонном кубике с уксусом, солью, корнем петрушки, репчатым луком, лавровым листом, шалфеем, листьями петрушки и укропом. Соус готовят на обжаренной в сливочном масле муке с последующим добавлением имеющегося бульона и сливок, затем взбивают до однородного состояния и проваривают в течение нескольких минут. Соус приправляют солью, перцем и лимонным соком, а также за несколько минут до подачи блюда — мелко рубленными петрушкой и укропом. «Зелёного угря» сервируют под соусом с огуречным салатом и отварным картофелем.